# Lars Trier
 Ikke at forveksle med Lars von Trier.
Lars Trier (født 20. juni 1949) er en dansk guitarist. Han har bl.a. været med i kunstnerkollektivet Røde Mor.
Uddannet ved Det Kongelige Danske Musikkonservatorium, og debuterede i 1978 som den første guitarist i solistklassen. I dag er han docent ved Det Kongelige Danske Musikkonservatorium. Videregående studier i London og den Haag.
Lars Trier var prisvinder ved Nordisk Musikerkonkurrence i 1975 og var finalist i den verdensomspændende konkurrence ”Hommage a Andrés Segovia” i 1981 med Andrés Segovia i juryen.
Har givet koncerter og mesterkurser i Europa, Mellem- og Sydamerika.
Lars Trier er i familie med adskillige andre kendte personer med navnet Trier. Han er far til Cæcilie Trier og bror til Troels Trier.

## Note
1. ↑  Musik og DVD til afspænding, yoga, massage, healing, reiki og meditation – Lars Trier & Kim Menzer (Webside ikke længere tilgængelig)